# Alexander Ștefanski
Alexander Danieluk Ștefanski (n. 30 noiembrie 1897, Varșovia, Imperiul Rus – d. 21 august 1937, Moscova, RSFS Rusă, URSS), pseudonim Gorn, a fost un activist politic comunist de origine poloneză. A fost numit ca secretar general al Partidului Comunist din România (1931-1936), în locul lui Vitali Holostenco, și a supravegheat activitățile comuniștilor români exilați în URSS. 
Alexander Danieluk Ștefanski a fost victimă a epurărilor staliniste din 1936 și a fost executat în URSS, dar a fost reabilitat în 1955, în Republica Populară Polonă.

## Legături externe
- Secretari generali straini in fruntea PCdR[nefuncțională]
, 7 iunie 2005, Jurnalul Național
- Alexander Danieliuk-Stefanski